# Alexander Alexandrowitsch Selichow
Alexander Alexandrowitsch Selichow (russisch Александр Александрович Селихов; * 7. April 1994 in Orjol) ist ein russischer Fußballtorwart.

## Karriere

### Verein
Selichow begann seine Karriere bei Zenit St. Petersburg. Im Januar 2012 wechselte er zum Drittligisten FK Orjol. Im Februar 2013 wechselte er Leihweise zum Erstligisten Amkar Perm, für den er jedoch nicht zum Einsatz kam. Im Januar 2014 kehrte er nach dem Ende der Leihe zunächst wieder nach Orjol zurück, ehe er zur Saison 2014/15 schließlich fest nach Perm wechselte.
In der Saison 2014/15 kam er allerdings abermals nicht zum Einsatz. Im August 2015 debütierte er schließlich in der Premjer-Liga, als er am siebten Spieltag der Saison 2015/16 gegen den FK Rostow in der Startelf stand. In der Saison 2015/16 absolvierte er 23 Spiele für Amkar in der höchsten russischen Spielklasse. Nach weiteren 17 Einsätzen wechselte Selichow in der Winterpause der Saison 2016/17 zum Ligakonkurrenten Spartak Moskau.
Bei Spartak konnte er sich zunächst allerdings nicht gegen Artjom Rebrow durchsetzen und kam bis Saisonende nur einmal zum Einsatz. Im September 2017 sicherte er sich schließlich den Platz als Einsertormann und kam zu 21 Einsätzen in der Premjer-Liga, ehe er im Mai 2018 von einer Verletzung an der Achillessehne ausgebremst wurde. Nach seiner Rückkehr im November 2018 musste er zunächst hinter Alexander Maximenko auf der Bank Platz nehmen, ehe er nach der Winterpause wieder seinen Stammplatz zurückeroberte. Allerdings brach sich Selichow nach fünf Einsätzen im April 2019 gegen ZSKA Moskau den Finger und fiel somit fast bis Saisonende aus, am letzten Spieltag stand er gegen den FK Orenburg wieder im Kader. In die Saison 2019/20 startete er als Ersatztorwart hinter Maximenko, ehe er sich im September 2019 erneut an der Achillessehne verletzte und lange ausfiel. Sein Comeback gab er nach 13 Monaten Pause im Oktober 2020 für die zweite Mannschaft Spartaks, im November 2020 stand er auch wieder im Kader der ersten Mannschaft.

### Nationalmannschaft
Selichow absolvierte zwischen November 2014 und September 2016 sechs Spiele für die russische U-21-Auswahl. Im März 2018 stand er gegen Brasilien erstmals im Kader der A-Nationalmannschaft, kam jedoch nicht zum Einsatz. Sein Debüt im Nationalteam gab er aber erst über vier Jahre später im November 2022 in einem Testspiel gegen Tadschikistan.